# ステラヴェローチェ
ステラヴェローチェ（欧字名:Stella Veloce、2018年2月19日 - ）は、日本の競走馬・種牡馬。主な勝ち鞍は2020年のサウジアラビアロイヤルカップ、2021年の神戸新聞杯。
馬名の由来はイタリア語で「星」＋「速い」の意から。

## 戦績

### デビュー前
2018年2月19日、北海道安平町のノーザンファームで誕生。2018年のセレクトセール当歳馬市場で大野剛嗣に6480万円で落札され、ノーザンファーム早来で育成の後、栗東の須貝尚介厩舎に入厩した。

### 2歳（2020年）
2020年7月5日、阪神競馬場で行われた2歳新馬戦で川田将雅を背にデビュー。2番人気に推されると、スタートから先手を奪い最後まで押し切って新馬勝ちを収めた。
夏場の休養を経て出走した10月10日のサウジアラビアロイヤルカップでは横山典弘に乗り替わりとなった。インフィナイト、キングストンボーイといった良血馬が注目を集める中、3番人気で迎えたレースは、不良馬場ながら直線で外から一気に突き抜け、2着の1番人気インフィナイトに3馬身差をつけゴール。無傷2連勝で重賞初制覇を果たした。続く朝日杯フューチュリティステークスは前走が評価され2番人気で出走、道中10番手あたりのインに待機。直線では馬群を縫うように末脚を伸ばし、メンバー中、上がり最速タイとなる33秒5の末脚で追い込むも、勝ったグレナディアガーズに3/4馬身及ばず2着に敗れた。

### 3歳（2021年）
3歳初戦は共同通信杯を選択、唯一の別定57 kgでの出走となったが1番人気に推される。レースは中団から進めるも直線伸びず5着に敗れる。
次走のクラシック1冠目、皐月賞は横山が降板し吉田隼人に乗り替わる。6番人気と評価を落としたが、道中中団の内を確保し、直線はインを突いて伸び、勝ったエフフォーリアには3馬身離されたが2着、タイトルホルダーにクビ差の3着に入る。
次走はクラシック2冠目の東京優駿に出走、皐月賞3着ながら単勝40.9倍の9番人気と伏兵扱いだったが、後方から競馬を進め、直線外から猛スパート。1,2着馬と並んで上がり最速タイムをマークしたが、1馬身1/4差の3着。結果、クラシック2戦続けての3着となった。
夏は休養に充て、秋は予定通り神戸新聞杯から始動、東京優駿勝ち馬のシャフリヤールが1倍台の人気を集めるなか、2番人気となる。道中は後方2番手を追走し、直線で馬群の真ん中を突くと、最速の上りタイムで先に抜け出したレッドジェネシスを半馬身捕らえてゴール。ダービー馬が4着と苦しんだのと対照的に、結果を出している不良馬場で重賞2勝目を手にした。
クラシック3冠目、菊花賞は後方から追走、2周目3コーナーからまくり気味に進出すると直線、上がり3F34秒7と出走メンバー最速タイの末脚を繰り出したが4着に敗れた。クラシック3戦は3,3,4着と、惜しくもクラシック制覇とはならなかった。
12月26日、有馬記念(GI)に初コンビとなるM.デムーロを鞍上に出走。道中では中団後方に控え、勝ち馬と並ぶメンバー最速上がり35秒9のタイムで猛追したものの、4着に終わった。

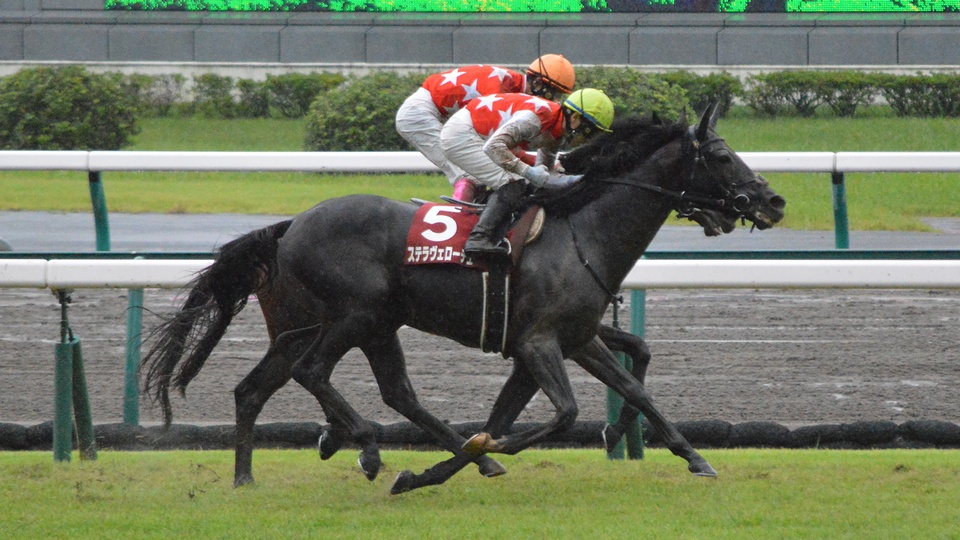
神戸新聞杯

### 4歳（2022年）
年明け初戦は、1月16日に行われたハンデ重賞の日経新春杯に出走。トップハンデ57キロを背負いながらも、1番人気に推された。レースでは、前走で出遅れたスタートをしっかり決めると好位追走の正攻法の競馬で満を持して外に持ち出して直線に入ったが、ピタリとマークされていたヨーホーレイクに差し切られて2着に終わった。
3月2日、馬主を務めていた大野剛嗣が50歳で亡くなった。10日にヴェローチェオロと栗東トレーニングセンターで追い切りを行ったあと、須貝尚介はこの訃報を受けて「亡くなられたオーナーに何とかいい報告をしたい」と語った。その後、大野剛嗣の父・照旺の名義となった。3月26日のドバイシーマクラシックは3番人気に支持されたが、9着に敗れる。その後は屈腱炎の発症により長期休養に入った。

### 5歳（2023年）
10月21日、東京競馬場で行われた富士ステークスで、約1年7か月ぶりにレースに復帰（結果は7着）。次走は初のダート挑戦として11月11日の武蔵野ステークスに出走したが、最下位16着の惨敗に終わった。

### 6歳（2024年）
6歳シーズンは3月3日に阪神競馬場で行われたリステッド競走の大阪城ステークスより始動。好位追走からデビットバローズとの直線での叩き合いをアタマ差制し、2021年秋の神戸新聞杯以来2年5か月ぶりとなる勝利を収めた。2022年3月のドバイシーマクラシック以来、約2年ぶりのGI出走となった大阪杯は、直線で脚を伸ばして4着。6月の安田記念9着を挟んで、8月の札幌記念も追い上げて3着に好走したが、9月のオールカマーでは6着に終わっている。10月27日に行われた天皇賞（秋）で9着に敗れたのち、屈腱炎の再発が判明。11月6日付でJRAの競走馬登録を抹消された。引退後は種牡馬入りすることとなり、日本軽種馬協会が種牡馬として導入を決定。2025年から北海道日高郡新ひだか町の日本軽種馬協会静内種馬場で供用されることとなった。

## 競走成績
以下の内容はnetkeiba.comの情報に基づく。
| 競走日     | 競馬場   | 競走名           | 格   | 距離（馬場）  | 頭 数 | 枠 番 | 馬 番 | オッズ （人気） | 着順 | タイム （上がり3F） | 着差          | 騎手        | 斤量 [kg] | 1着馬（2着馬）         | 馬体重 [kg] |
| ---------- | -------- | ---------------- | ---- | ------------- | ----- | ----- | ----- | --------------- | ---- | ------------------- | ------------- | ----------- | --------- | ---------------------- | ----------- |
| 2020.07.05 | 阪神     | 2歳新馬          |      | 芝1600m（良） | 14    | 1     | 1     | 003.20（2人）   | 01着 | R1:36.4（35.7）     | -0.0          | 0川田将雅   | 54        | （グルーヴビート）     | 488         |
| 0000.10.10 | 東京     | サウジアラビアRC | GIII | 芝1600m（不） | 10    | 8     | 9     | 005.70（3人）   | 01着 | R1:39.6（36.8）     | -0.5          | 0横山典弘   | 55        | （インフィナイト）     | 502         |
| 0000.12.20 | 阪神     | 朝日杯FS         | GI   | 芝1600m（良） | 16    | 4     | 7     | 005.10（2人）   | 02着 | R1:32.4（33.5）     | -0.1          | 0横山典弘   | 55        | グレナディアガーズ     | 502         |
| 2021.02.14 | 東京     | 共同通信杯       | GIII | 芝1800m（良） | 12    | 3     | 3     | 002.30（1人）   | 05着 | R1:48.1（33.6）     | -0.5          | 0横山典弘   | 57        | エフフォーリア         | 500         |
| 0000.04.18 | 中山     | 皐月賞           | GI   | 芝2000m（稍） | 16    | 2     | 3     | 014.30（6人）   | 03着 | R2:01.1（36.7）     | -0.5          | 0吉田隼人   | 57        | エフフォーリア         | 500         |
| 0000.05.30 | 東京     | 東京優駿         | GI   | 芝2400m（良） | 17    | 6     | 11    | 040.20（9人）   | 03着 | R2:22.7（33.4）     | -0.2          | 0吉田隼人   | 57        | シャフリヤール         | 488         |
| 0000.09.26 | 中京     | 神戸新聞杯       | GII  | 芝2200m（不） | 10    | 5     | 5     | 003.00（2人）   | 01着 | R2:18.0（35.6）     | -0.0          | 0吉田隼人   | 56        | （レッドジェネシス）   | 518         |
| 0000.10.24 | 阪神     | 菊花賞           | GI   | 芝3000m（良） | 18    | 7     | 14    | 004.10（2人）   | 04着 | R3:05.4（34.7）     | -0.8          | 0吉田隼人   | 57        | タイトルホルダー       | 494         |
| 0000.12.26 | 中山     | 有馬記念         | GI   | 芝2500m（良） | 16    | 5     | 9     | 007.90（3人）   | 04着 | R2:32.3（35.9）     | -0.3          | 0M.デムーロ | 55        | エフフォーリア         | 498         |
| 2022.01.16 | 中京     | 日経新春杯       | GII  | 芝2200m（良） | 16    | 2     | 4     | 001.80（1人）   | 02着 | R2:11.8（34.7）     | -0.1          | 0M.デムーロ | 57        | ヨーホーレイク         | 498         |
| 00000.3.26 | メイダン | ドバイSC         | G1   | 芝2410m（良） | 15    | 4     | 13    | 005.70（3人）   | 09着 |                     | （2馬身 3/4） | 0M.デムーロ | 56.5      | Shahryar               | 計不        |
| 2023.10.21 | 東京     | 富士S            | GII  | 芝1600m（良） | 12    | 8     | 12    | 018.50（8人）   | 07着 | R1:32.4（35.4）     | -1.0          | 0M.デムーロ | 57        | ナミュール             | 508         |
| 0000.11.11 | 東京     | 武蔵野S          | GIII | ダ1600m（良） | 16    | 7     | 13    | 019.70（7人）   | 16着 | R1:38.0（39.0）     | -2.8          | 0M.デムーロ | 57        | ドライスタウト         | 506         |
| 2024.03.03 | 阪神     | 大阪城S          | L    | 芝1800m（良） | 15    | 3     | 4     | 007.70（5人）   | 01着 | R1:45.4（34.5）     | -0.0          | 0酒井学     | 58.5      | （デビットバローズ）   | 510         |
| 0000.03.31 | 阪神     | 大阪杯           | GI   | 芝2000m（良） | 16    | 5     | 9     | 015.00（7人）   | 04着 | R1:58.3（34.2）     | -0.1          | 0酒井学     | 58        | ベラジオオペラ         | 504         |
| 0000.06.02 | 東京     | 安田記念         | GI   | 芝1600m（稍） | 18    | 7     | 13    | 016.40（7人）   | 09着 | R1:33.0（34.1）     | -0.7          | 0横山典弘   | 58        | ロマンチックウォリアー | 506         |
| 0000.08.18 | 札幌     | 札幌記念         | GII  | 芝2000m（良） | 12    | 2     | 2     | 013.40（4人）   | 03着 | R2:00.0（34.9）     | -0.4          | 0横山典弘   | 58        | ノースブリッジ         | 508         |
| 0000.09.22 | 中山     | オールカマー     | GII  | 芝2200m（良） | 15    | 3     | 5     | 005.30（2人）   | 06着 | R2:12.2（34.5）     | -0.4          | 0横山典弘   | 57        | レーベンスティール     | 508         |
| 0000.10.27 | 東京     | 天皇賞（秋）     | GI   | 芝2000m（良） | 15    | 2     | 3     | 150.3（13人）   | 09着 | R1:58.0（33.5）     | -0.7          | 0佐々木大輔 | 58        | ドウデュース           | 504         |

- 海外の競走の「枠番」欄にはゲート番を記載

## 血統表
| ステラヴェローチェの血統      | ステラヴェローチェの血統                                                    | ステラヴェローチェの血統                                                    | （血統表の出典）                                                            | （血統表の出典） |
| 父系                          | ブラッシンググルーム系                                                      | ブラッシンググルーム系                                                      | ブラッシンググルーム系                                                      | [ § 2 ]          |
| 父 *バゴ Bago 2001 黒鹿毛     | 父の父Nashwan 1986 栗毛                                                     | Blushing Groom                                                              | Red God                                                                     | Red God          |
| 父 *バゴ Bago 2001 黒鹿毛     | 父の父Nashwan 1986 栗毛                                                     | Blushing Groom                                                              | Runaway Bride                                                               |                  |
| 父 *バゴ Bago 2001 黒鹿毛     | 父の父Nashwan 1986 栗毛                                                     | Height of Fashion                                                           | Bustino                                                                     | Bustino          |
| 父 *バゴ Bago 2001 黒鹿毛     | 父の父Nashwan 1986 栗毛                                                     | Height of Fashion                                                           | Highclere                                                                   |                  |
| 父 *バゴ Bago 2001 黒鹿毛     | 父の母Moonlight's Box 1996 鹿毛                                             | Nureyev                                                                     | Northern Dancer                                                             | Northern Dancer  |
| 父 *バゴ Bago 2001 黒鹿毛     | 父の母Moonlight's Box 1996 鹿毛                                             | Nureyev                                                                     | Special                                                                     |                  |
| 父 *バゴ Bago 2001 黒鹿毛     | 父の母Moonlight's Box 1996 鹿毛                                             | Coup de Genie                                                               | Mr. Prospector                                                              | Mr. Prospector   |
| 父 *バゴ Bago 2001 黒鹿毛     | 父の母Moonlight's Box 1996 鹿毛                                             | Coup de Genie                                                               | Coup de Folie                                                               |                  |
| 母 オーマイベイビー 2011 鹿毛 | 母の父ディープインパクト 2002 鹿毛                                          | *サンデーサイレンス                                                         | Halo                                                                        | Halo             |
| 母 オーマイベイビー 2011 鹿毛 | 母の父ディープインパクト 2002 鹿毛                                          | *サンデーサイレンス                                                         | Wishing well                                                                |                  |
| 母 オーマイベイビー 2011 鹿毛 | 母の父ディープインパクト 2002 鹿毛                                          | *ウインドインハーヘア                                                       | Alzao                                                                       | Alzao            |
| 母 オーマイベイビー 2011 鹿毛 | 母の父ディープインパクト 2002 鹿毛                                          | *ウインドインハーヘア                                                       | Burghclere                                                                  |                  |
| 母 オーマイベイビー 2011 鹿毛 | 母の母*オールザウェイベイビー 2000 黒鹿毛                                   | Gland Slam                                                                  | Gone West                                                                   | Gone West        |
| 母 オーマイベイビー 2011 鹿毛 | 母の母*オールザウェイベイビー 2000 黒鹿毛                                   | Gland Slam                                                                  | Bright Candles                                                              |                  |
| 母 オーマイベイビー 2011 鹿毛 | 母の母*オールザウェイベイビー 2000 黒鹿毛                                   | Lustily                                                                     | Kris S.                                                                     | Kris S.          |
| 母 オーマイベイビー 2011 鹿毛 | 母の母*オールザウェイベイビー 2000 黒鹿毛                                   | Lustily                                                                     | Shahriza                                                                    |                  |
| 母系(F-No.)                   | 4号族(FN:4-r)                                                               | 4号族(FN:4-r)                                                               | 4号族(FN:4-r)                                                               | [ § 3 ]          |
| 5代内の近親交配               | Mr. Prospector4×5＝9.38%、Halo5×4＝9.38%、Highclere4×5=9.38、Busted5×5=6.25 | Mr. Prospector4×5＝9.38%、Halo5×4＝9.38%、Highclere4×5=9.38、Busted5×5=6.25 | Mr. Prospector4×5＝9.38%、Halo5×4＝9.38%、Highclere4×5=9.38、Busted5×5=6.25 | [ § 4 ]          |
| 出典                          | 1. 2. 3. 4.                                                                 | 1. 2. 3. 4.                                                                 | 1. 2. 3. 4.                                                                 | 1. 2. 3. 4.      |

- 叔父に2007年の朝日杯フューチュリティステークスを制したゴスホークケンがいる。